# Mistrzostwa Świata w Lekkoatletyce 1987 – bieg na 100 m kobiet

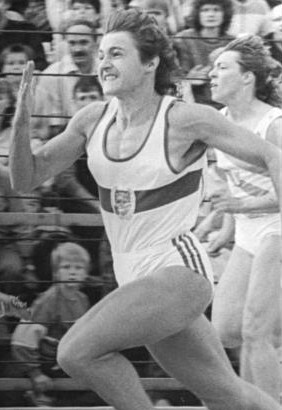
Mistrzyni świata Silke Gladisch

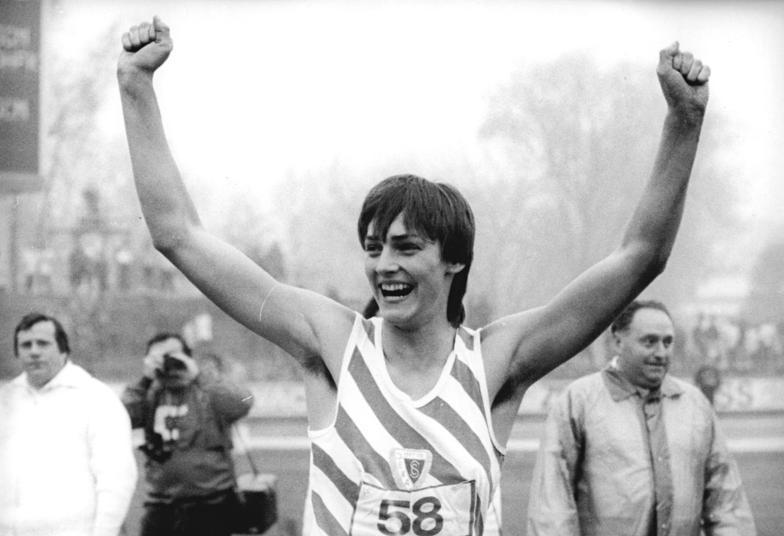
Wicemistrzyni świata Heike Drechsler

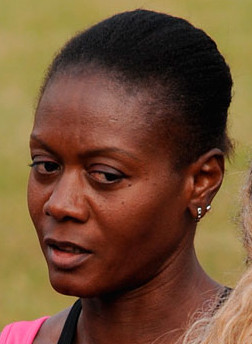
Brązowa medalistka Merlene Ottey

Bieg na 100 metrów kobiet – jedna z konkurencji biegowych rozgrywanych podczas lekkoatletycznych mistrzostw świata w 1987 na Stadionie Olimpijskim w Rzymie.
Zwyciężczynią została Silke Gladisch z Niemieckiej Republiki Demokratycznej, która na tych mistrzostwach zdobyła złoty medal również w biegu na 200 metrów. Tytułu zdobytego na poprzednich mistrzostwach nie obroniła Marlies Göhr z NRD, która tym razem odpadła w półfinale.
Pierwotnie 5. miejsce zajęła Angella Issajenko z Kanady, jednak w 1989 została ona zdyskwalifikowana z powodu stosowania dopingu, a jej wyniki z mistrzostw anulowane.

## Terminarz
| Data        |              |
| ----------- | ------------ |
| 29 sierpnia | Eliminacje   |
| 29 sierpnia | Ćwierćfinały |
| 30 sierpnia | Półfinały    |
| 30 sierpnia | Finał        |

## Rekordy
|                          | Zawodniczka    | Wynik | Miejsce  | Data                  |
| ------------------------ | -------------- | ----- | -------- | --------------------- |
| Rekord świata            | Evelyn Ashford | 10,76 | Zurych   | 22 sierpnia 1984(dts) |
| Rekord mistrzostw świata | Marlies Göhr   | 10,97 | Helsinki | 8 sierpnia 1983(dts)  |

## Wyniki

### Eliminacje
Rozegrano 7 biegów eliminacyjnych. Z każdego biegu cztery najlepsze zawodniczki automatycznie awansowały do ćwierćfinałów (Q). Skład ćwierćfinalistek uzupełniły cztery najszybsze sprinterki spoza pierwszej czwórki ze wszystkich biegów eliminacyjnych (q).

#### Bieg 1
| Poz. | Imię i nazwisko   | Narodowość   | Wynik   | Uwagi |
| ---- | ----------------- | ------------ | ------- | ----- |
| 1    | Heike Drechsler   | NRD          | 11,02 w | Q     |
| 2    | Nadeżda Georgiewa | Bułgaria     | 11,27 w | Q     |
| 3    | Iryna Slusar      | ZSRR         | 11,34 w | Q     |
| 4    | Marisa Masullo    | Włochy       | 11,71 w | Q     |
| 5    | Félicite Bada     | Benin        | 12,22 w | q     |
| 6    | Alyson Caulker    | Sierra Leone | 12,33 w |       |
| 7    | Sara Rossini      | San Marino   | 12,86 w |       |
| 8    | Erin Tierney      | Wyspy Cooka  | 13,92 w |       |

#### Bieg 2
| Poz. | Imię i nazwisko       | Narodowość | Wynik | Uwagi |
| ---- | --------------------- | ---------- | ----- | ----- |
| 1    | Merlene Ottey         | Jamajka    | 11,26 | Q     |
| 2    | Laurence Bily         | Francja    | 11,32 | Q     |
| 3    | Natalja Pomoszczikowa | ZSRR       | 11,39 | Q     |
| 4    | Diane Holden          | Australia  | 11,53 | Q     |
| 5    | Sheila dos Santos     | Brazylia   | 11,82 | q     |
| 6    | Rosanna Browne        | Anguilla   | 12,80 |       |
| 7    | Lorraine Nanton       | Montserrat | 13,30 |       |
| 8    | Moutwakil Abdelkarim  | Sudan      | 14,07 |       |

#### Bieg 3
| Poz. | Imię i nazwisko       | Narodowość        | Wynik | Uwagi |
| ---- | --------------------- | ----------------- | ----- | ----- |
| 1    | Alice Brown           | Stany Zjednoczone | 11,42 | Q     |
| 2    | Angela Bailey         | Kanada            | 11,52 | Q     |
| 3    | Simmone Jacobs        | Wielka Brytania   | 11,77 | Q     |
| 4    | Françoise Leroux      | Francja           | 11,92 | Q     |
| 5    | T.G. Ramani Mangalika | Sri Lanka         | 12,34 |       |
| 6    | Sherlette Barrow      | Belize            | 13,21 |       |
| 7    | Denise Ephraim        | Nauru             | 13,69 |       |
| –    | Fydia Inamohoro       | Burundi           | DNS   |       |

#### Bieg 4
| Poz. | Imię i nazwisko  | Narodowość        | Wynik | Uwagi |
| ---- | ---------------- | ----------------- | ----- | ----- |
| 1    | Anelija Nunewa   | Bułgaria          | 11,37 | Q     |
| 2    | Olga Zołotariowa | ZSRR              | 11,52 | Q     |
| 3    | Liliana Allen    | Kuba              | 11,57 | Q     |
| 4    | Pauline Davis    | Bahamy            | 11,59 | Q     |
| 5    | Yolanda Díaz     | Hiszpania         | 12,00 | q     |
| 6    | Lea Haba         | Gwinea            | 12,78 |       |
| –    | Aminata Diarra   | Mali              | DNS   |       |
| –    | Iammo Launa      | Papua-Nowa Gwinea | DNS   |       |

#### Bieg 5
| Poz. | Imię i nazwisko | Narodowość        | Wynik | Uwagi |
| ---- | --------------- | ----------------- | ----- | ----- |
| 1    | Ulrike Sarvari  | RFN               | 11,37 | Q     |
| 2    | Silke Gladisch  | NRD               | 11,42 | Q     |
| 3    | Pam Marshall    | Stany Zjednoczone | 11,44 | Q     |
| 4    | Angela Phipps   | Kanada            | 11,62 | Q     |
| 5    | Ng Ka Yee       | Hongkong          | 12,26 |       |
| 6    | Budi Nurani     | Indonezja         | 12,34 |       |
| 7    | Intisar Sudani  | Jordania          | 12,91 |       |
| –    | Faouzia Djaffar | Komory            | DNS   |       |

#### Bieg 6
| Poz. | Imię i nazwisko   | Narodowość     | Wynik | Uwagi |
| ---- | ----------------- | -------------- | ----- | ----- |
| 1    | Nelli Cooman      | Holandia       | 11,18 | Q     |
| 2    | Walja Demirewa    | Bułgaria       | 11,61 | Q     |
| 3    | Gisèle Ongollo    | Gabon          | 11,89 | Q     |
| 4    | Marie-Ange Wirtz  | Seszele        | 12,64 |       |
| 5    | Judith Robinson   | Turks i Caicos | 13,15 |       |
| 6    | Elise Comlan      | Togo           | 13,21 |       |
| 2    | Angella Issajenko | Kanada         | 11,42 | Q, DQ |
| –    | Tina Iheagwam     | Nigeria        | DNS   |       |

#### Bieg 7
| Poz. | Imię i nazwisko   | Narodowość          | Wynik | Uwagi |
| ---- | ----------------- | ------------------- | ----- | ----- |
| 1    | Diane Williams    | Stany Zjednoczone   | 11,22 | Q     |
| 2    | Marlies Göhr      | NRD                 | 11,47 | Q     |
| 3    | Paula Dunn        | Wielka Brytania     | 11,52 | Q     |
| 4    | Ingrid Verbruggen | Belgia              | 11,62 | Q     |
| 5    | Amparo Caicedo    | Kolumbia            | 11,88 | q     |
| 6    | Judith Missengué  | Kongo               | 12,84 |       |
| 7    | Soraima Martha    | Antyle Holenderskie | 12,87 |       |
| 8    | Jyhan Hassan-Didi | Malediwy            | 15,05 |       |

### Ćwierćfinały
Rozegrano 4 biegi ćwierćfinałowe. Z każdego biegu trzy najlepsze zawodniczki awansowały do następnej rundy (Q). Skład półfinalistek uzupełniły cztery najszybsze sprinterki spoza pierwszej trójki ze wszystkich biegów ćwierćfinałowych (q).

#### Bieg 1
| Poz. | Imię i nazwisko   | Narodowość | Wynik | Uwagi |
| ---- | ----------------- | ---------- | ----- | ----- |
| 1    | Heike Drechsler   | NRD        | 11,08 | Q     |
| 2    | Anelija Nunewa    | Bułgaria   | 11,29 | Q     |
| 3    | Ulrike Sarvari    | RFN        | 11,32 | Q     |
| 4    | Olga Zołotariowa  | ZSRR       | 11,59 |       |
| 5    | Angela Phipps     | Kanada     | 11,67 |       |
| 6    | Diane Holden      | Australia  | 11,68 |       |
| 7    | Ingrid Verbruggen | Belgia     | 11,78 |       |
| –    | Félicite Bada     | Benin      | DNS   |       |

#### Bieg 2
| Poz. | Imię i nazwisko   | Narodowość        | Wynik | Uwagi |
| ---- | ----------------- | ----------------- | ----- | ----- |
| 1    | Nelli Cooman      | Holandia          | 11,14 | Q     |
| 2    | Pam Marshall      | Stany Zjednoczone | 11,21 | q     |
| 3    | Iryna Slusar      | ZSRR              | 11,39 | Q     |
| 4    | Paula Dunn        | Wielka Brytania   | 11,47 | q     |
| 5    | Marisa Masullo    | Włochy            | 11,62 |       |
| 6    | Françoise Leroux  | Francja           | 11,63 |       |
| 7    | Sheila dos Santos | Brazylia          | 11,76 |       |
| 1    | Angella Issajenko | Kanada            | 10,99 | Q, DQ |

#### Bieg 3
| Poz. | Imię i nazwisko       | Narodowość        | Wynik | Uwagi |
| ---- | --------------------- | ----------------- | ----- | ----- |
| 1    | Diane Williams        | Stany Zjednoczone | 11,21 | Q     |
| 2    | Angela Bailey         | Kanada            | 11,31 | Q     |
| 3    | Natalja Pomoszczikowa | ZSRR              | 11,33 | Q     |
| 4    | Marlies Göhr          | NRD               | 11,40 | q     |
| 5    | Laurence Bily         | Francja           | 11,49 |       |
| 6    | Walja Demirewa        | Bułgaria          | 11,73 |       |
| 7    | Simmone Jacobs        | Wielka Brytania   | 11,83 |       |
| 8    | Yolanda Díaz          | Hiszpania         | 12,05 |       |

#### Bieg 4
| Poz. | Imię i nazwisko   | Narodowość        | Wynik | Uwagi |
| ---- | ----------------- | ----------------- | ----- | ----- |
| 1    | Merlene Ottey     | Jamajka           | 11,27 | Q     |
| 2    | Silke Gladisch    | NRD               | 11,29 | Q     |
| 3    | Alice Brown       | Stany Zjednoczone | 11,34 | Q     |
| 4    | Nadeżda Georgiewa | Bułgaria          | 11,47 | q     |
| 5    | Liliana Allen     | Kuba              | 11,60 |       |
| 6    | Pauline Davis     | Bahamy            | 11,64 |       |
| 7    | Amparo Caicedo    | Kolumbia          | 12,08 |       |
| 8    | Gisèle Ongollo    | Gabon             | 12,21 |       |

### Półfinały
Rozegrano 2 biegi półfinałowe. Z każdego biegu 4 najlepsze zawodniczki awansowały do finału (Q).

#### Bieg 1
| Poz. | Imię i nazwisko   | Narodowość        | Wynik   | Uwagi |
| ---- | ----------------- | ----------------- | ------- | ----- |
| 1    | Silke Gladisch    | NRD               | 10,82 w | Q     |
| 2    | Merlene Ottey     | Jamajka           | 10,89 w | Q     |
| 3    | Pam Marshall      | Stany Zjednoczone | 11,06 w | Q     |
| 4    | Alice Brown       | Stany Zjednoczone | 11,07 w |       |
| 5    | Nadeżda Georgiewa | Bułgaria          | 11,10 w |       |
| 6    | Ulrike Sarvari    | RFN               | 11,15 w |       |
| 7    | Iryna Slusar      | ZSRR              | 11,44 w |       |
| 3    | Angella Issajenko | Kanada            | 10,99 w | Q, DQ |

#### Bieg 2
| Poz. | Imię i nazwisko       | Narodowość        | Wynik | Uwagi |
| ---- | --------------------- | ----------------- | ----- | ----- |
| 1    | Heike Drechsler       | NRD               | 10,95 | Q,    |
| 2    | Anelija Nunewa        | Bułgaria          | 11,01 | Q     |
| 3    | Diane Williams        | Stany Zjednoczone | 11,07 | Q     |
| 4    | Angela Bailey         | Kanada            | 11,07 | Q     |
| 5    | Natalja Pomoszczikowa | ZSRR              | 11,15 |       |
| 6    | Nelli Cooman          | Holandia          | 11,21 |       |
| 7    | Marlies Göhr          | NRD               | 11,33 |       |
| 8    | Paula Dunn            | Wielka Brytania   | 11,59 |       |

### Finał
| Poz. | Imię i nazwisko   | Narodowość        | Wynik | Uwagi |
| ---- | ----------------- | ----------------- | ----- | ----- |
| 1    | Silke Gladisch    | NRD               | 10,90 | CR    |
| 2    | Heike Drechsler   | NRD               | 11,00 |       |
| 3    | Merlene Ottey     | Jamajka           | 11,04 |       |
| 4    | Diane Williams    | Stany Zjednoczone | 11,07 |       |
| 5    | Anelija Nunewa    | Bułgaria          | 11,09 |       |
| 6    | Angela Bailey     | Kanada            | 11,18 |       |
| 7    | Pam Marshall      | Stany Zjednoczone | 11,19 |       |
| 5    | Angella Issajenko | Kanada            | 11,09 | DQ    |